# Rudy Hackett
Rudolph «Rudy» Hackett (Mount Vernon, Nueva York, 10 de mayo de 1953 es un exjugador de baloncesto estadounidense que disputó una temporada en la ABA, otra en la NBA y ocho más en la liga italiana. Con 2,06 metros de estatura, jugaba en la posición de ala-pívot. Es padre del también jugador profesional Daniel Hackett, que es internacional por Italia.

## Trayectoria deportiva

### Universidad
Jugó tres temporadas con los Orange de la Universidad de Syracuse, en las que promedió 17,0 puntos, 11,4 rebotes y 2,5 asistencias por partido. Acabó su carrera como segundo mejor reboteador y segundo mejor anotador histórico de su universidad, por detrás de Dave Bing. En 1975 fue incluido en el segundo quinteto All-American.

### Profesional
Fue elegido en la trigésimo séptima posición del Draft de la NBA de 1975 por New Orleans Jazz, y también por Spirits of St. Louis en el draft de la ABA, fichando por estos últimos. Allí jugó 22 partidos en los que promedió 6,4 puntos y 3,5 rebotes.
Tras ser despedido, fichó como agente libre por Denver Nuggets, quienes lo traspasaron a New York Nets, donde únicamente jugó un partido, fichando posteriormente por los Indiana Pacers, donde disputó 5 encuentros, en los que promedió 2,4 puntos y 2 rebotes.
En 1979 se marchó a la liga italiana, donde jugó durante ocho temporadas, promediando en total 15,7 puntos y 8,2 rebotes por partido.

## Estadísticas de su carrera en la NBA

### Temporada regular
| Temporada | Edad | Equipo               | Liga  | P  | TIT | MIN  | TC  | TCA | %TC  | 3P  | 3PA | %3P | TL  | TLA | %TL  | R.OF. | R.DEF. | REB | ASIS | ROB | TAP | PER | FP  | PTS |
| 1975-76   | 22   | Spirits of St. Louis | ABA   | 22 |     | 18.8 | 2.5 | 6.0 | .420 | 0.0 | 0.0 |     | 1.4 | 2.2 | .633 | 0.9   | 2.6    | 3.5 | 1.3  | 0.7 | 0.4 | 1.1 | 2.2 | 6.4 |
| 1976-77   | 23   | TOTAL                | NBA   | 6  |     | 7.7  | 0.5 | 1.7 | .300 |     |     |     | 1.3 | 2.3 | .571 | 0.7   | 1.5    | 2.2 | 0.5  | 0.0 | 0.2 |     | 1.3 | 2.3 |
| 1976-77   | 23   | New York Nets        | NBA   | 1  |     | 8.0  | 0.0 | 2.0 | .000 |     |     |     | 2.0 | 5.0 | .400 | 1.0   | 2.0    | 3.0 | 0.0  | 0.0 | 0.0 |     | 1.0 | 2.0 |
| 1976-77   | 23   | Indiana Pacers       | NBA   | 5  |     | 7.6  | 0.6 | 1.6 | .375 |     |     |     | 1.2 | 1.8 | .667 | 0.6   | 1.4    | 2.0 | 0.6  | 0.0 | 0.2 |     | 1.4 | 2.4 |
| Total     |      |                      | TOTAL | 28 |     | 16.4 | 2.1 | 5.0 | .411 | 0.0 | 0.0 |     | 1.4 | 2.3 | .619 | 0.9   | 2.4    | 3.3 | 1.1  | 0.5 | 0.3 | 1.1 | 2.0 | 5.5 |
|           |      |                      | ABA   | 22 |     | 18.8 | 2.5 | 6.0 | .420 | 0.0 | 0.0 |     | 1.4 | 2.2 | .633 | 0.9   | 2.6    | 3.5 | 1.3  | 0.7 | 0.4 | 1.1 | 2.2 | 6.4 |
|           |      |                      | NBA   | 6  |     | 7.7  | 0.5 | 1.7 | .300 |     |     |     | 1.3 | 2.3 | .571 | 0.7   | 1.5    | 2.2 | 0.5  | 0.0 | 0.2 |     | 1.3 | 2.3 |